# Live at Montreux 2011
Live at Montreux 2011 é um álbum ao vivo da banda britânica de hard rock Deep Purple, realizado com a Neue Philharmonie Frankfurt, conduzida por Stephen Bentley-Klein. Este concerto foi gravado no Montreux Jazz Festival em 16 de julho de 2011. Além do lançamento em CD duplo, o concerto também foi lançado nos formatos DVD e Blu-ray. Todos os formatos foram lançados no dia 7 de novembro de 2011 pelo selo alemão Eagle Rock Entertainment.

## Lista de Faixas
Todas as músicas escritas por Ritchie Blackmore, Ian Gillan, Roger Glover, Jon Lord e Ian Paice, exceto onde anotado.
| CD Duplo Disco 1 "Deep Purple Overture" (Bentley-Klein, Bruce, Brown, Clapton, Blackmore, Gillan, Glover, Lord, Paice) – 1:39 " Highway Star " – 6:54 "Hard Lovin' Man" – 6:08 " Maybe I'm a Leo " – 4:30 "Strange Kind of Woman" – 6:19 "Rapture of the Deep" (Gillan, Morse, Glover, Airey, Paice) – 5:44 "Woman From Tokyo" – 6:18 "Contact Lost" (Morse) – 4:28 "When a Blind Man Cries" – 3:50 "The Well Dressed Guitar" (Morse) – 2:42 Disco 2 "Knocking At Your Back Door" (Blackmore, Gillan, Glover) – 6:07 "Lazy" – 8:45 "No One Came" – 5:40 " Don Airey Keyboard Solo – 5:45 "Perfect Strangers" (Gillan, Blackmore, Glover) – 6:05 "Space Truckin'" – 4:55 " Smoke on the Water " – 8:32 "Green Onions" (Cropper, Jackson, Steinberg, Jones) / "Hush" ( Joe South ) / "Bass solo" (Glover) – 8:18 "Black Night" – 7:10 | 1. "Deep Purple Overture" / "Highway Star" 2. "Hard Lovin' Man" 3. "Maybe I'm a Leo" 4. "Strange Kind of Woman" 5. "Rapture of the Deep" 6. "Woman From Tokyo" 7. "Contact Lost" 8. "When a Blind Man Cries" 9. "The Well-Dressed Guitar" 10. "Knocking At Your Back Door" 11. "Lazy" 12. "No One Came" 13. "Don Airey Keyboard Solo" 14. "Perfect Strangers" 15. "Space Truckin’" 16. "Smoke on the Water" 17. "Hush" (Joe South) 18. "Black Night" |

## Créditos
Deep Purple
- Ian Gillan - vocais, harmônica
- Steve Morse - guitarras
- Roger Glover - baixo
- Ian Paice - bateria
- Don Airey - teclado

com
- Neue Philharmonie Frankfurt
- Stephen Bentley-Klein - condutor